# Новиковка (Алатирський район)
Но́виковка (рос. Новиковка, чув. Новиковка) — селище у складі Алатирського району Чувашії, Росія. Входить до складу Алтишевського сільського поселення.
Населення — 17 осіб (2010; 47 у 2002).
Національний склад:
- мордва — 66 %
- росіяни — 34 %